# Districte de Dinajpur
Dinajpur (bengalí দিনাজপুর) és un districte del nord de Bangladesh a la divisió de Rajshahi. La capital és Dinajpur.
La superfície és de 3.437.98 km² i la població (2001) de 2.617.942 habitants

## Administració

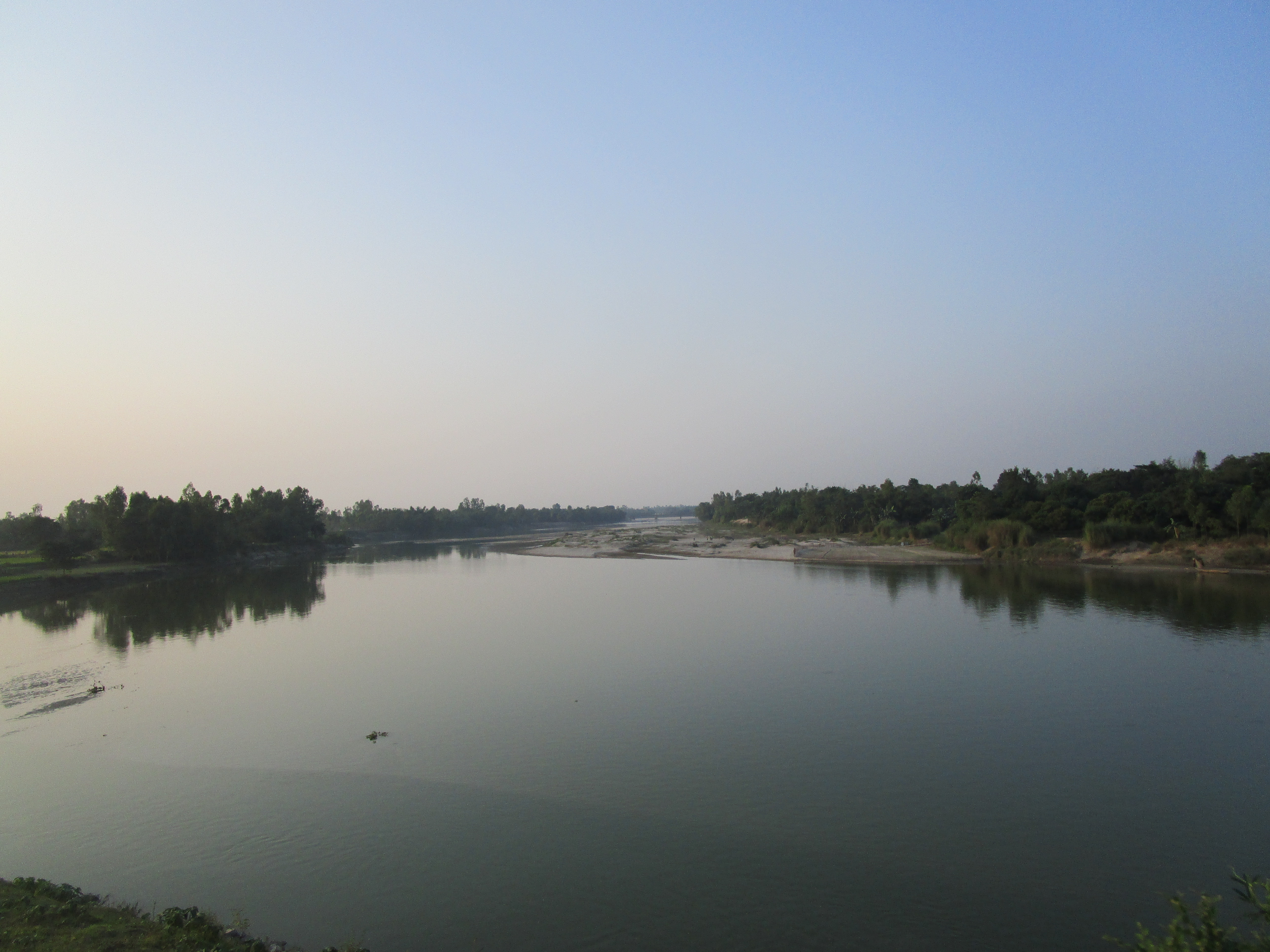
Kankra River

El districte està format per 6 municipalitatss, 57 wards (juntes), 200 mahallas, 13 upaziles, 101 unions parishads i 2142 pobles. Les upaziles són
- Birampur
- Birganj
- Biral
- Bochaganj
- Chirirbandar
- Phulbari
- Ghoraghat
- Hakimpur
- Kaharole
- Khansama
- Dinajpur sadar
- Nawabganj
- Parbatipur

## Història
El territori formà part de l'antic estat de Pundravardhana. Devkot que temporalment fou capital de Lakhnawti estava situada a menys de 20 km al sud de Dinajpur (ciutat). El 1765 el districte amb altres territoris de Bengala (regió) va passar als britànics i va formar part del districte de Ghoraghat que el 1786 va canviar el nom a Dinajpur. Diverses parts del districte foren incloses o separades (amb alteracions amb els veïns districtes de Purnia, Rangpur i Rajshahi) entre 1833 i 1870. Es van formar els districte de Malda i Bogra en part amb territoris procedents del districte de Dinajpur. La superfície el 1881 era de 10.665 km² i el 1901 era 10.220 km².
El 1881 estava dividit en 17 cercles de policia o thanes: Dinajpur, Rajarampur, Birganj, Thakurgaon, Ranisankail, Pirganj, Hemtabad, Kaliganj, Bansihari, Patnitala, Mahadeo, Porsha, Patiram, Gangarampur, Chintaman, Parbatipur, i Nawibganj. Fisclament hi havia 81 parganes i 778 zamindaris tributaris.
El 1901 estava formar per tres subdivisions:
- Dinajpur
- Thakurgaon
- Balurghat

La població era: 
- 1.430.096 el 1872
- 1.442.518 el 1881
- 1.482.570 el 1891
- 1.567.080 el 1901

La subdivisió de Dinajpur el 1901 tenia una superfñicie de 4139 km² i població de 637.364 habitants repartits en 3.220 pobles i una ciutat (Dinajpur, la capital, amb 13.430 habitants).
El 1947 una part del districte va quedar dins de Bengala Oriental, és a dir del Pakistan, i va conservar el nom de districte de Dinajpur (tot i que la major part va quedar dins Bengala Occidental, però va agafar el nom de districte de West Dinajpur). Les subdivisions de Thakurgaon i de Panchagarh van esdevenir districtes separats el 1984.

## Llocs destacats
- Kantanagar, temple
- Nayabad, mesquita
- Kaliya Jue, temple
- Dinajpur Rajbari
- Ramsagar
- Hili Land, Port
- Shopnopuri, parc d'atraccions
- Nowpara, vila model.